# アンドレ・マルロー
アンドレ・マルロー（André Malraux, 1901年11月3日 - 1976年11月23日）は、フランスの作家、冒険家、政治家。ド・ゴール政権で長く文化相を務めた。代表作に『王道』や『人間の条件』がある。

## 生い立ち
マルローはフェルナン・マルローを父としてパリに生まれたが、両親は子供のころに離婚、パリ近郊のボンディで母親と祖母に育てられた。（なお、父フェルナンは再婚し、ロランとクロードの2子をもうけ、1930年に自殺する。）
マルローはパリ東洋語学校（fr:Langues O。現在のINALCOの前身）に入学し、東洋の言語を学ぶとともに、首都の芸術家の集まりにしばしば顔を出して少し風変わりなダンディーを気取った。在学中の1921年にドイツ系の富裕な家族の遺産を相続したクララ・ゴルドシュミットと結婚し、学校は卒業しなかった。マルローは妻とともにベルリン、シチリア、チュニジアなどを旅行するが、1923年妻の財産を株式投資につぎ込み株価暴落によって破産。

## インドシナ
同年、妻とともにカンボジアに出かけ、12月23日バンテアイ・スレイ寺院で女体のレリーフを盗んだため友人のルイ・シュヴァッソンとともにプノンペンで逮捕された。1924年7月プノンペンの裁判所でマルローは禁固3年、友人のルイは禁固1年半の判決を受けた。一方、無罪判決を受けた妻クララはいち早くフランスに帰国し、知識人たちに救援運動を呼びかけた。これに応じてアンドレ・ジッドやフランソワ・モーリアックらパリの知識人らが署名嘆願運動を起こし、マルローは10月にサイゴンの控訴審で執行猶予1年に減刑され、11月にフランスに帰った。彼はインドシナにおけるフランス植民地当局に極めて批判的で、1925年には再びインドシナに赴きヤング・アンナン同盟設立に助力し、新聞『鎖に繋がれたインドシナ』を創刊した。考古学への情熱からラオスへの調査旅行も行い、1927年には中国国民党とも関係をもった。

## 小説家

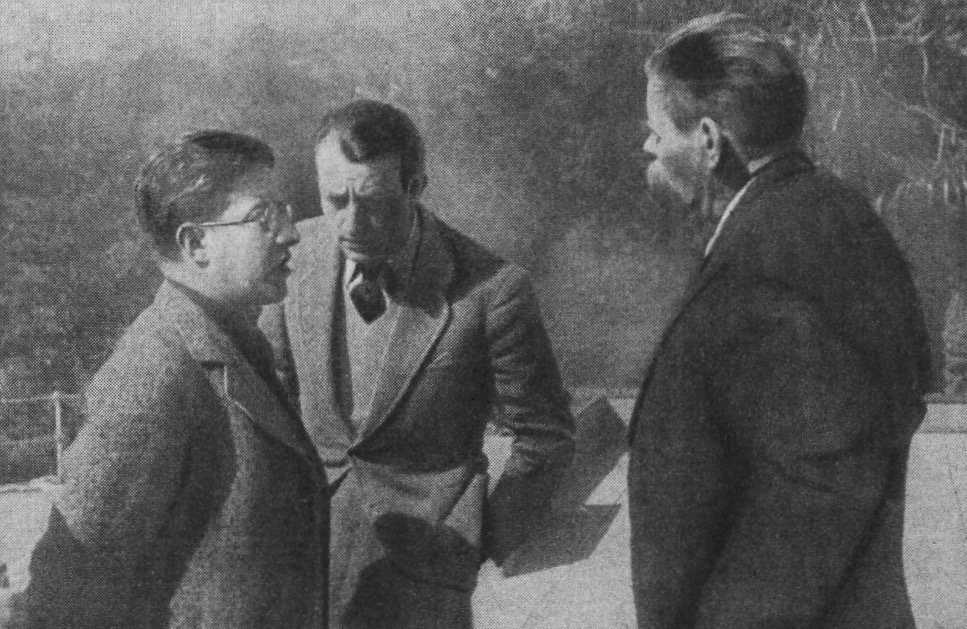
マクシム・ゴーリキーとマルロー（1936年）

1926年に最初の長編小説『西洋の誘惑』を書き、その後、1928年『征服者たち』、1930年にはカンボジアでの事件を基にした『王道』、1934年には上海における共産主義政権の崩壊を描いた『人間の条件』を書いて1933年にはゴンクール賞を受賞した。1930年代にはイランやアフガニスタンへの考古学調査にも参加し、ルイ・アラゴンとともに文化防衛のための国際作家同盟も設立した。1933年、長女フロレンス誕生（のち映画監督アラン・レネの最初の妻となる）。

## 義勇兵
1936年にスペイン内戦が起こると、自由主義者のマルローは義勇兵として共和国派に参加し、空軍パイロットとしてマドリッド攻防戦で二度負傷した。共和国軍の資金募集のために米国、カナダ旅行も行い、この経験をもとに1937年『希望』を出版した。この頃からジョゼット・クロティスと同棲し、1940年に妻クララとは離婚。またこの時期、同じように義勇兵としてアメリカから参戦していた作家アーネスト・ヘミングウェイの知己を得た。

## レジスタンス
1939年9月、第二次世界大戦が勃発するとフランス軍に入り、戦車部隊の一兵士となったが、1940年に捕虜となり、脱走後、レジスタンス運動に身を投じた。1941年にジョゼットと再婚。ピエールとヴァンサンの2子をもうける。1944年にはゲシュタポに逮捕され、危うく処刑されるところだったが、レジスタンスのメンバーに救出された。同年9月自由フランス軍のアルザス＝ロレーヌ旅団司令官となり、ストラスブール防衛戦やシュトゥットガルト攻略戦に参加した。この功績でレジスタンス記念章や戦争十字勲章を授与された。ジョゼットは同年に事故で死亡。

## 政治家
1945年8月自由フランス軍のシャルル・ド・ゴール将軍に出会って意気投合し、1945年11月から1946年1月にかけてフランス臨時政府の情報相に任命された。スペイン内戦のころにはリベラルなイメージを持たれていたマルローは、この後徐々に保守派のイメージを持たれるようになった。1947年ド・ゴールが創設したフランス国民連合に参加、広報を担当する。ド・ゴールが下野していた1950年代には『芸術の心理』や『空想美術館』など芸術や美術に関する著作を発表した。1958年6月、ド・ゴール政権成立によって再び情報相を拝命し、1960年から1969年にかけて文化相に在任した。この間マルローは、美術行政の担当者になっていたジャック・ジョジャール（fr:Jacques Jaujard）（ルーブル美術館所蔵の美術品の数々を疎開させ、ナチスによる略奪から守った人物）のことを嫌い、「君には別のもっと良い地位を用意するから」と欺いて解任した。1965年にはマルローは訪中して毛沢東と会見した。1974年に最後の日本訪問。伊勢神宮に参拝し、日本文化に深く親しんだ。

## 家族
異母弟であるロラン（1912年-1945年)は第二次世界大戦中にレジスタンスの闘士となり、1945年3月にドイツ軍によって処刑された。もう一人の異母弟クロード（1920年-1944年）はイギリスが支援する諜報機関の諜報員としてレジスタンス活動に協力していたが、1944年にドイツ軍に捕らえられ処刑された。1947年にクララと別れ、1948年に異母弟ロランの未亡人であるマリ＝マドレーヌ・リューと再婚。彼女とはマルローが亡くなるまで添い遂げた。
1961年の交通事故で、当時20歳のピエール、17歳のヴァンサンのクララとの息子2人を同時に失った。マルローは1976年にパリ近郊のクレテイユで死去し、その遺産はクララとの娘フロランス・マルローが相続した。フロランスは1950年頃からの女流作家フランソワーズ・サガンの親友で知られている。
没後20年目の1996年11月23日、ジャック・シラク大統領らの尽力でマルローの棺はフランスの偉人を祀るパンテオン (パリ)に改葬された。

## 日本の宗教とマルロー
1974年5月に国際交流基金の招きで最後の来日をし、講演、要人との会見を行い、那智滝や伊勢神宮を参拝した。神宮の参拝においては、それまでの自身の芸術探索を通じ、追究してきた神性を含む根源的なものに改めて注目した。
「忘れられた建築家が、この社を創案したのだった。日本人が、絶える事なくそれを燃しては立て直す。それゆえにこそ、永遠なれと。忘れられた庭師が、これらの木々をうえたのだった。幾百年後にも大地からの未知の祝詞が人々の耳に届くようにと。西洋の建築家は、その聖堂が久遠の石のごとくであれと夢み、伊勢の大工たちは、その柱が、この上なく壮麗な宴のごとくであれと念じた。しかして、このたまゆらは、大聖堂よりピラミッドより力強く、永遠を語るのだ。そそり立つ列柱、そそり立つ飛瀑、光に溶け入る白刃。日本。」(アンドレ・マルロー『反回想録』第五部第二章)　
更にこう続く。「伊勢神宮は過去を持たない。20年毎に建てなおすゆえに。かつ又、それは現在でもない。いやしくも千五百年このかた前身を模しつづけてきたゆえに。仏寺においては、日本は、自らの過去を愛する。が、神道はその覇者なのだ。人の手によって制覇された永遠であり、火災を免れずとも、時の奥底から来たり、人の運命と同じく必滅ながら、往年の日本と同じく不滅なのだ。神宮は、テンプルにしてテンプルにあらず。これを木々から隔てるや、それは、命を失うのだから。杉の巨木のかたちづくる大聖堂の、神宮は祭壇にして、サンクチュアリ。ただし、西洋の大聖堂の円柱は、穹窿の暗がりへと消え、これらの杉の大木は祭壇を讃美するのだ。日本の祖先。太陽への捧げもの。光箭の葉ごもりへと掻き消えたるはてしなき、その垂直軸をもって。」
この参拝に同行通訳した竹本忠雄（マルロー研究者）は、これをマルローの悟りと著書で述べている。神道との出会いがなければ、マルローの悟りもありえなかったと。

## 著作
1920年代
- Lunes en Papier, Paris: Édition de la galerie Simon, 1923.
  - 「紙の月」石井晴一訳 -『海』1974年7月号．
  - 「紙の月」堀田郷弘訳 -『風狂王国 幻想短篇集』福武文庫，1991．
- Écrit pour une idole à trompe, 1924. Repris dans les Œuvres Complètes, vol.1, Paris: Gallimard, Bibliothèque de la Pléiade.
  - 「ラッパの鼻をした偶像のための書」堀田郷弘訳 -『風狂王国 幻想短篇集』福武文庫，1991．
- La Tentation de l'Occident, Paris: Grasset, 1926.
  - 『西欧の誘惑』小松清・松浪信三郎訳、新潮社「一時間文庫」，1955．

後に『世界文学大系59』〔筑摩書房，1961〕、『世界の大思想 第2期14　マルロー/サルトル』〔河出書房新社，1968〕、『筑摩世界文学大系72』〔筑摩書房，1975〕、『世界の大思想 ワイド版3-12　マルロー/サルトル』〔河出書房新社，2005〕に収められた
  - 「西欧の誘惑（若きシナ）」村松剛訳 - 『世界文学全集77』講談社，1977．
- Royaume-Farfelu, Gallimard, 1928. 
  - 「奇天烈王国」岩崎力訳 -『海』1974年7月号．
  - 「風狂王国」堀田郷弘訳 -『風狂王国 幻想短篇集』福武文庫，1991．
- Les Conquérants, Grasset, 1928.
  - 『熱風 革命支那の小説』新居格訳，先進社，1930．
  - 『征服者』小松清訳，新潮文庫，1952．
    - 小松訳は鎌倉文庫から1947年に刊行され、その後「世界文学選書」〔三笠書房，1950年〕から再刊され、『世界文学全集 第一期19 マルロオ ダビ ケッセル モンテルラン』〔河出書房新社，1954〕、『世界文学大系59』〔筑摩書房，1961〕、『筑摩世界文学大系72』〔筑摩書房，1975〕に収められた

  - 『征服者』長塚隆二訳、角川文庫，1962．
  - 「征服者」沢田閏訳 -『世界の文学41』中央公論社，1964.
    - 新版『世界の文学セレクション36/30』中央公論社，1994．

  - 「征服者」渡辺一民訳 -『世界文学全集 ベラージュ80』集英社，1979．
    - 渡辺訳はまず『デュエット版 世界文学全集65』〔集英社，1969〕に収められ、その後『愛蔵版 世界文学全集40』〔集英社，1974〕に収められた
- «L’Imposture», Nouvelle Revue française, 1er mars 1929. Repris dans Études bernanosiennes, 15, ‘Les Ténèbres’ — structure et personnages, 1974
  - マルローアンドレ, 天羽均「『欺瞞』,タイトル別名「欺瞞」〔ジョルジュ・ベルナノス著に対してのアンドレ・マルローの書評(Nouvelle Revue francaise,1928年3月1日号)〕」『独仏文学』第19巻、大阪府立大学独仏文学研究会、1985年12月、17-19頁、doi:10.24729/00010032、hdl:10466/10236、ISSN 0288-1705。
- «Notes sur l'expression tragique en peinture, à propos d'œuvres récentes de Rouault», Forme, 1, decembre 1929. Repris dans Œuvres complètes, t. IV : Ecrits sur l'art, t. I, Gallimard, coll. «Bibliothèque de la Pléiade», 2004.
  - 堀田郷弘「アンドレ・マルロー「ルオーの新作についての覚書-絵画における悲劇的表現をめぐって」 の翻訳と解題 (開学二十周年記念論文集)」『城西人文研究』第13巻、城西大学経済学会、1986年2月、332-325頁、doi:10.20566/02872064_13_332、ISSN 0287-2064。

1930年代
- La Voie royale, Grasset, 1930. 
  - 『王道』小松清訳，新潮文庫，1952．のち改版
    - 小松訳は鎌倉文庫に1948年に刊行されたものが初出。文庫化の後も『現代世界文学全集23』〔新潮社，1953〕、『世界名作全集36』〔筑摩書房，1960〕、『世界文学全集33』〔新潮社，1962〕、『新潮世界文学45 マルロー』〔新潮社，1970〕、『世界文学全集77』〔講談社，1977〕、『筑摩・クラシックス　武器よさらば』〔筑摩書房，1978〕に収められた）

  - 『王道』安東次男訳，角川文庫，1961．
    - 安藤訳は平凡社から同年に刊行された『世界名作全集35』にも所収。文庫化の後も『デュエット版 世界文学全集65』〔集英社，1969〕、『愛蔵版 世界文学全集40』〔集英社，1974〕に収められた）

  - 『王道』川村克己訳，『世界の文学41』中央公論社，1964.
    - 新版『世界の文学セレクション36/30』中央公論社，1994．

  - 『王道』滝田文彦訳，新潮文庫，1978．
  - 『王道』渡辺淳訳，講談社文芸文庫，2000．
    - 旧版・旺文社文庫, 1974年に刊行

  - 『王道』松崎芳隆訳，『集英社ギャラリー「世界の文学」08 -フランス3』集英社，1990．
    - 松崎訳は『世界文学全集 ベラージュ80』〔集英社，1979〕に収められたものが初出
- Vie de Napoléon par lui-même, rétablie d'après les textes, lettres, proclamations, écrits, Paris, Gallimard, 1930, coll. «Mémoires révélateurs», n° 4. (Texte paru sans nom d'auteur.). Repris en 1991, accompagné du nom de Malraux, sous le titre Vie de Napoléon par lui-même, préface de Jean Grosjean, postface de Philippe Delpuech, Paris, Gallimard, 1991.
  - 『ナポレオン自伝』小宮正弘訳，朝日新聞社，2004．
- préface à D. H. Lawrence, L'Amant de lady Chatterley, trad. par Frédéric Roger-Cornaz, Gallimard, coll. «Du monde entier», 1932.
  - 「仏訳『チャタレイ夫人の恋人』への序文」滝田文彦訳，『世界批評大系05 小説の冒険』筑摩書房，1974．
- La Condition humaine, Gallimard, 1933.
  - 『人間の条件』小松清・新庄嘉章訳，上下巻，新潮文庫，1951．改版 全1巻 1978
    - （小松・新庄訳は『上海の嵐 人間の条件』のタイトルで改造社の大陸文学叢書から1938年に刊行され〔本の友社「大陸文学叢書3」で2002年に復刻されている〕、『人間の条件』に改題され創元社から上下巻で1950年に再刊された。文庫化された同年には三笠書房の「世界文学選書」にも収められている。その後、『現代世界文学全集23』〔新潮社，1953〕、『世界文学全集33』〔新潮社，1962〕、『新潮世界文学44 マルロー』〔新潮社，1970〕、『世界文学全集19』〔学習研究社，1978〕に収められた）

（※Thierry Maulnierによる脚色版『人間の条件 戯曲』は小松清訳が河出書房「河出新書」から1956年に、中外書房から1958年に刊行された）
- Le Temps du mépris, Gallimard, 1935.
  - 『侮蔑の時代』小松清訳，新潮文庫，1950.（小松訳は鎌倉文庫に1948年に刊行されたものが初出）
- «L'Œuvre d'art», (discours au Congrès International des écrivains pour la défense de la culture, 21-25-juin 1935), Sandra Teroni et Wolfgang Klein (ed.) Pour la défense de la culture : Les textes du Congrès international des écrivains. Paris, juin 1935., Éditions Universitaires de Dijon, 2005.
  - 『文化の擁護』小松清編訳，第一書房，1935．
  - 『文化の擁護』相磯佳正・石黒英男・五十嵐敏夫・高橋治男訳，法政大学出版局〈叢書・ウニベルシタス〉，1997．
- L'Espoir, Gallimard, 1937.
  - 『希望』小松清訳，上下巻，新潮社「現代フランス文学叢書」，1950．

小松訳は河出書房から1949年に刊行され、翌1950年には三笠書房「世界文学選書」上・下巻でも再刊された。
その後『世界文学全集 グリーン版 第一集41』〔河出書房新社，1961〕、『河出世界文学大系85 マルロー』〔河出書房新社，1980〕に再録
  - 『希望』岩崎力訳，上下巻，新潮文庫，1971、復刊1993．

岩崎訳の初出は『新潮世界文学44 マルロー』〔新潮社，1970〕に収録

（第三書房の原文と訳文を併載するシリーズ「現代フランス文学双書」から1959年に刊行されている）
（※1938-39年にBoris Peskineとの共同監督で撮影されフランスで45年に公開された映画Espoir, sierra de Teruel〔1993年日本初公開時のタイトルは『希望 テルエルの山々』〕がある。）
1940年代
- Le Règne du Malin, (1941) texte inachevé publication posthume, édition critique de Jean-Claude Larrat, dans Œuvres complètes, t. III, introduction par Marius-François Guyard, volume publié par Marius-François Guyard, avec la collaboration de Jean-Claude Larrat et de François Trécourt, Paris, Gallimard, 1996, (coll. «Bibliothèque de la Pléiade», n° 263), p. 971-1116.
- Esquisse d'une psychologie du cinéma, Gallimard, 1946.
  - 「映画心理学素描」橋本一明訳 -『デュエット版 世界文学全集65』集英社，1969．
  - 「映画心理学の素描」野崎歓訳 -『ユリイカ「特集=アンドレ・マルロー」』1997年4月号、青土社，pp. 230–240．
- «L'Homme et la culture», conférence à la Sorbonne, le 4 novembre 1946, pour la naissance de l'UNESCO. Pris dans Les Conférence de l'U.N.E.S.C.O., Paris: Éditions Fontaine, 1947.
  - 「人間と芸術」桑原武夫訳，『現代文化の反省』桑原武夫監訳，岩波書店「岩波現代叢書」，1952．

（※原文掲載される三修社「大学教科書」シリーズから1971年に堀田郷弘編注『人間と芸術　マルローのユネスコ講演【改訂版】 L'homme et la culture artistique』が刊行されている）
- Les Noyers de l'Altenburg, Lausanne: Éditions du Haut-Pays, 1948.
  - 「アルテンブルクのくるみの木」橋本一明訳，『世界の文学41』中央公論社，1965 / 新装『世界の文学セレクション36/30』中央公論社, 1994．
- Les Dessins de Goya au musée du Prado, Editions D'Art Albert Skira, 1947
- La Psychologie de l'Art tome 1: Le Musée imaginaire, Gallimard, 1947.
  - 『東西美術論1　空想の美術館』小松清訳，新潮社，1957．
- La Psychologie de l'Art tome 2: La Création artistique, Gallimard, 1948.
  - 『東西美術論2　芸術的創造』小松清訳，新潮社，1957．
- La Psychologie de l'Art tome 3: La Monnaie de l'absolu, Gallimard, 1949.
  - 『東西美術論3　絶対の貨幣』小松清訳，新潮社，1958．

（小松訳『東西美術論』は『芸術新潮』にて1950年8月号から1956年10月号の「東西美術論 完(75)」まで毎号掲載された）
1950年代
- Les Voix du silence, nouvelle version de La Psychologie de l'art, Editions D'Art Albert Skira, 1951.
- 「非共産主義左翼」（ジェームズ・バーナム との対談），『中央公論』1950年7月号，pp. 49–63．
- 「アメリカの筋肉とフランスの知性 廿世紀傑作祭の全貌」（ウイリアム・フォークナーとの対談），『自由の旗のもとに』1巻1号，1952年9月，日本文化自由委員会，pp. 27–29．
  - The Voices of Silence, trans. Stuart Gilbert, London: Secker & Warburg, 1953
- Le Musée imaginaire de la sculpture mondiale tome 1: La Statuaire, Gallimard, 1952.
- Le Musée imaginaire de la sculpture mondiale tome 2: Des bas-reliefs aux grottes sacrées, Gallimard, 1954.
- Le Musée imaginaire de la sculpture mondiale tome 3: Le Monde chrétien, Gallimard, 1954.
  - （巻数を項目記述者は未確認）「世界の彫刻」1-30，小松清訳，『芸術新潮』1956年11月号－1959年4月号（毎号掲載）．
- La Métamorphose des dieux tome 1: Le Surnaturel, Gallimard, 1957, réédité en 1977.
  - 「神々の変貌」1-40，小松清訳，『芸術新潮』1959年5月号－1962年8月号（毎号掲載）．
  - The Metamorphosis of the Gods, trans. Stuart Gilbert, Doubleday, 1960.

1960年代
- Miroir des Limbes tome 1: Antimémoires, 1967. Nouvelle édition revue et augmentée, 1972.
  - 『反回想録』竹本忠雄訳（上・下組）、新潮社，1977．

1970年代
- Paroles et ecrits politiques: 1947-1972, Plon, 1973
- Les Chênes qu'on abat..., Gallimard, 1971. Repris dans La Corde et les Souris, Gallimard, 1976.
  - 『倒された樫の木』新庄嘉章訳，新潮社「新潮選書」，1971．
- préface à Marc Chagall, Les céramiques et sculptures de Chagall, notes et cataogue par Charles Sorlier, A. Sauret, 1972.
  - 「序文」瀬木慎一訳，マルク・シャガール『シャガール 陶器と彫刻』，注：シャルル・ソルリエ，日本語版：座右宝刊行会編，求龍堂，1974．
- 『人間革命と人間の条件』池田大作との対談集，潮出版社，1976．
- Oraisons funèbres, Gallimard, 1971. Repris dans La Corde et les Souris, Gallimard, 1976.
- La Tête d'obsidienne, 1974. Repris dans La Corde et les Souris, Gallimard, 1976.
  - 『黒耀石の頭 ピカソ・仮面・変貌』岩崎力訳，みすず書房，1990．
- Lazare, Gallimard, 1974. Repris dans La Corde et les Souris, Gallimard, 1976.
- Hôtes de passage, Gallimard, 1975. Repris dans La Corde et les Souris, Gallimard, 1976.
- La Métamorphose des dieux tome 2: L'Irréel, Gallimard, 1975.
- La Métamorphose des dieux tome 3: L'Intemporel, Gallimard, 1976.
- Miroir des Limbes tome 2: La Corde et les Souris, Gallimard, 1976.

没後刊行
- L'Homme précaire et la Littérature, Gallimard, 1977
- Saturne: Le destin, l'art et Goya (1950-1978),  Gallimard, 1978.
  - 『ゴヤ論 サチュルヌ』竹本忠雄訳，新潮社，1972．
- Œuvres Complètess I-III, Pierre Brunel et al.(ed.), Gallimard, 1989-1996.
- Entretiens avec Tadao Takemoto, Au Signe de la Licorne,1998 (partie d'un ouvrage paru au Japon)
- Oeuvres complètes. ecrits sur l'art, Jean-Yves Tadié et al.(ed.), Gallimard, 2004.
- Carnet du Front populaire (1935-1936), François de Saint-Cheron (éd.), préf. Jean-Yves Tadié, Gallimard, 2006.
- Carnet d'URSS (1934), François de Saint-Cheron (éd.), préf. Jean-Yves Tadié, Gallimard, 2007.
- Lettres choisies, 1920–1976, Paris: Gallimard, 2012.
- Non, fragments d'un roman sur la résistance, Henri Godard et Jean-Louis Jeannelle (éd.), avant-propos et postface d'Henri Godard, collection Les Cahiers de la NRF, Gallimard, 2013.

## 関連書籍
1940年代
- 白井浩司「マルロオの「ロオレンス論」」，『世界文学』26号，1948年10月号，pp. 42–47．
- 小松清「巴里ユネスコ本部を動かす指導者達 ジャック・マリタン、アンドレ・マルロオ、ジャン・ポール・サルトル」，『民論』3巻4号，1948年10月，pp. 32–36．
- クロード・ロベール「マルロオの「征服者たち」」宮本正清訳，『世界文学』27号，1948年11月号，pp. 48–57．
- 花田清輝「獅子の皮をかぶつた驢馬・書物をめぐつて アンドレ・マルロオ」，『新日本文学』4巻6号，1949，pp. 56–57．(「獅子の皮をかぶった驢馬」，『花田清輝全集』第3巻，講談社，1977）
- 白井浩司「マルロオをめぐる7人の批判者」、『個性』1949年8月号，pp. 27–32．8
- 小松清「或る革命の段階 マルロオの立場」，『世紀』1巻7号，1949年10月号，pp. 36–41．

1950年代
- 小松清「マルロオの手紙について」，『評論』39号，1950年1月，pp. 13–17．
- 淡徳三郎「フランスに於ける苦悶の哲学と文学 サルトルとマルロオ」，『理想』204号，1950年5月，pp. 18–30．
- 横塚光雄「アンドレ・マルロオ 解放の歴史に生きる」，『読書春秋』1951年6月号，pp. 18–20．
- 秋沢修二「アンドレ・マルロオの反共思想 マルロオの戦後の転向について」，『日本』1952年5月号，pp. 12–14．
- 小松清「アンドレ・マルロオ 本訪問に寄せて」，『改造』33巻3号，1952年2月号，pp. 128–131．
- 小松清「マルロオの生活」，『芸術新潮』1952年9月号，pp. 38–43．
- 小松清「平林たい子・丸岡明・田村泰次郎とマルロオ会見記」，『群像』1952年10月号，pp. 227–229．
- Gaëtan Picon, Malraux par lui-même, Éditions du Seuil, 1953.
  - ガエタン・ピコン『アンドレ・マルロー論』川村克己訳，サンリオ「サンリオ選書」，1975．
- Pierre de Boisdeffre, André Malraux, Paris: Editions Universitaires, 1954.
  - ピエール・ド・ボアデフル『アンドレ・マルロオ』小松清訳，新潮文庫，1956．
- リッチ ポール「アンドレ･マルロオの創造的ヒューマニズム」『ソフィア : 西洋文化ならびに東西文化交流の研究』第3巻第1号、上智大学、1954年4月、26-42頁、ISSN 04896432。
- 小松清「マルロオ」，『理想』253号，1954年6月，pp. 106–108．

1960年代
- Geoffrey H. Hartman, André Malraux,  London: Bowes and Bowes, and New York: Hillary House, 1960.
- Joseph Hoffmann, L'Humanisme de Malraux, Paris: Klincksieck, 1963.
- Charles D. Blend, Andre Malraux: Tragic Humanist, Ohio State University Press, 1963.
- Catharine Savage Brosman, Malraux, Sartre, and Aragon as Political Novelists, University of Florida Press, 1964.
- Revue André Malraux Review, Revue fondée par Walter G. Langlois et publiée depuis 1969 aux États-Unis. Un volume annuel est publié à l'Université d'Oklahoma par Michel Lentelme.

1970年代
- Françoise Dorenlot, Malraux ou l'unité de pensée, Gallimard, 1970.
- Denis Marion, André Malraux, Seghers, 1970.
- 村松剛『評伝アンドレ・マルロオ』新潮社「新潮選書」，1972，中公文庫，1989.（初出：中央公論社の文芸誌『海』にて1969-70年に連載）
- 横塚光雄『アンドレ・マルロオ』紀伊國屋書店「紀伊国屋新書」，1973．（初出：『横浜大学論叢』『横浜市立大学論叢 人文科学系列』にて1955-70年に掲載）
- 「特集=アンドレ・マルロー「日本の挑戦」」 『芸術新潮』1973年1月号
- 「特集=マルロー「空想の美術館」」 『芸術新潮』1973年6月号
- マルロー「藤原隆信の肖像画」 『芸術新潮』1974年6月号 新潮社
- 『芸術新潮　増大特集=マルローとともに日本美術を見る』1974年7月号
- 堀田郷弘「日本におけるアンドレ・マルロー受容 : 1941年（昭16）まで」，『城西人文研究』3号「城西大学開学十周年記念論文集」，1975年11月，pp. 390–407．
- 堀田郷弘「アンドレ・マルローと日本行動主義文学運動」，『城西人文研究』4号，1977年3月，pp. 106–124．
- 堀田郷弘「アンドレ・マルロー綜合年譜（I）」、『城西大学教養関係紀要』1(1)，1977年3月，pp. 51–57．
- 堀田郷弘「アンドレ・マルロー綜合年譜（II）」、『城西大学教養関係紀要』2(1)，1978年3月，pp. 53–63．
- 「マルロー「永遠の日本」展」『芸術新潮』1978年11月号
- 堀田郷弘『アンドレ・マルロー小論』高文堂出版社，1979，改訂普及版，1988．

1980年代
- Cahier Malraux, Éditions de l'Herne, Cahiers de l'Herne, n° 43, Paris, 1982.
- Yves Beigbeder, André Malraux et l'Inde, thèse (université de Paris-IV), 1983. (« Beigbeder est un des rares spécialistes de Malraux qui, tout en l'admirant, ne verse pas dans la surenchère hagiographique. » Olivier Todd, André Malraux, une vie, Gallimard, 2001, p. 659.)
- 堀田郷弘「アンドレ・マルロー綜合年譜（III）」、『城西大学研究年報』6号，1982年3月，pp. 77–86．
- 村松剛『アンドレ・マルロオとその時代』角川書店「角川選書」，1985．
- 横塚光雄『彫刻美の世界 マルロオの芸術論』審美社，1985．
- Guy Penaud, André Malraux et la Résistance, Pierre Fanlac, 1986.
- David Bevan, André Malraux: towards the expression of transcendence, McGill-Queen's Press, 1986.
- 中田光雄『諸文明の対話 マルロー美術論研究』みすず書房，1986．
- Europe, André Malraux, novembre-décembre 1989.

1990年代
- Henri Godard, L'Autre face de la littérature. Essai sur André Malraux et la littérature, Gallimard, coll. "L'Infini", 1990.
- Geoffrey T. Harris, De l'Indochine au RPF, une continuité politique. Les romans d'André Malraux, Toronto: Éditions Paratexte, 1990.
- Alain Meyer, La Condition humaine d'André Malraux, Gallimard, coll. "Foliothèque", 1991.
- Marc Fumaroli, L'État culturel, Paris: De Fallois, 1991.
- Roman 20-50, numéro spécial André Malraux. Les Noyers de l'Altenburg. La Condition humaine, n° 19, juin 1995.
- François de Saint-Cheron, L'esthétique de Malraux, Sedes, 1996.
- François de Saint-Cheron, Les Romans de Malraux, Hatier, 1996.
- François de Saint-Cheron, Malraux, Ministère des Affaires étrangères-Adpf, 1996.
- Marie-Ange Rauch, «Le conquérant de la rue de Valois», in Revue des deux Mondes, numéro spécial : les mille et un visages de Malraux, Paris novembre 1996.
- Jean-Francois Lyotard, Signé Malraux, Grasset, 1996.
- 『ユリイカ「特集=アンドレ・マルロー」』1997年4月号、青土社.
  - Signed, Malraux, trans. Robert Harvey, University of Minnesota Press, 1999.
- Jean-Francois Lyotard, Chambre sourde: L'Antiesthétique de Malraux, Paris: Galilée, 1998
  - ジャン＝フランソワ・リオタール『聞こえない部屋 マルローの反美学』北山研二訳，水声社「叢書・言語の政治」，2003．
- Jean-Louis Loubet del Bayle, L'illusion politique au xxe siècle, Des écrivains témoins de leur temps, Economica, 1999.

2000年代
- Solange Thierry et al., André Malraux et la modernité, catalogue de l'exposition du centenaire de sa naissance Musée de la vie romantique, Paris 2001.
- Raphaël Aubert, Malraux ou la lutte avec l'ange. Art, histoire et religion, Genève, Labor et Fides, 2001.
- Anissa Benzakour-Chami, André Malraux, une passion, EDDIF, 2001.
- Présence d'André Malraux, 2001-. (Revue dirigée par Henri Godard de 2001 à 2006, par Nathalie Lemière-Delage de 2007 à 2010 et par Evelyne Lantonnet à partir de 2011)
- Jean-Pierre Zarader, Malraux et la pensée de l'art, Paris: Vinci, 2003.
- Philippe Urfalino, L'invention de la politique culturelle, Paris: Hachette, 2004.
- Joël Loehr, Répétitions et variations chez André Malraux, Honoré Champion, 2004.
- 中野日出男『アンドレ・マルロー伝』毎日新聞社，2004．
- Jean-Louis Jeannelle, Malraux, mémoire et métamorphoses, Gallimard, coll. « Hors série Connaissance », 2006.
- Philippe Poirrier, L'État et la culture en France au xxe siècle, Paris: Le Livre de poche, 2006.
- Philippe Poirrier, Art et pouvoir de 1848 à nos jours, Cndp, 2006.
- Alexandre Duval-Stalla, André Malraux - Charles de Gaulle : une histoire, deux légendes, Gallimard, 2008.
- Dominique Hervier, André Malraux et l'architecture, Éd. Le Moniteur / Comité d'histoire du ministère de la Culture et des institutions culturelles, 2008.
- Jean Lacouture, Malraux, itinéraire d'un destin flamboyant, Bruxelles: André Versaille Éditeur, 2008.
- Michaël de Saint-Cheron, André Malraux et les juifs Histoire d'une fidélité, Paris, DDB, 2008.
- 柏倉康夫『若き日のアンドレ・マルロー 盗掘、革命、そして作家へ』行路社，2008．
- Michaël de Saint-Cheron, André Malraux, ministre de la fraternité culturelle, précédé de Conversations avec André Malraux, Paris: Kimé, 2009.
- Françoise Theillou, Malraux à Boulogne, la maison du Musée imaginaire, 1945-1962, Paris: éditions Bartillat, 2009.
- Derek Allan, Art and the Human Adventure: André Malraux's Theory of Art, Amsterdam: Rodopi, 2009.
- La Revue des lettres modernes, série André Malraux. Le vol. 13 (Malraux et la question des genres littéraires) a été publié en 2009 par Jean-Claude Larrat.
- Présence d'André Malraux sur la Toile, Revue électronique liée au Séminaire Malraux qui se tient en Sorbonne. Revue du site <André Malraux> animé par Claude Pillet et actif depuis 2009.

2010年代
- Perrine Simon-Nahum, André Malraux: l'engagement politique au 20e siècle, Armand Colin, 2010.
- Claude Pillet, Le sens ou la mort, essai sur Le Miroir des limbes d'André Malraux, Berne - Berlin - New York, éd. Peter Lang, 2010. (accompagné d'une bibliographie complète sur cdrom, Dix mille textes pour André Malraux)
- Henri Godard et Jean-Louis Jeannelle (dir.), Modernité du Miroir des limbes: un autre Malraux, Paris, Éditions Classiques Garnier, coll. « Série Recherches sur André Malraux », 2011.
- 森脇善明『アンドレ・マルロー美術史論研究 「空想の美術館」光と影』晃洋書房，2012．
- Jean-Louis Jeannelle, Résistance du roman : genèse de « Non » d’André Malraux, Paris: CNRS Éditions, 2013.
- Raphaël Aubert, Malraux et Picasso, Une relation manquée, Paris/Gollion, Infolio, 2013

### その他関連書籍
- フランス文化友の会『アンドレ・マルロオ』新樹社「現代フランス作家叢書」，1949．
- ダイジェスト・シリーズ刊行会編『人間の条件 マルローの人と作品』ジープ社「ダイジェスト・シリーズ」，1950．
- Pierre Galante, Malraux: Quel roman que sa vie, Presses de la Cité, 1971.
  - ピエール・ガラント『アンドレ・マルロー 小説的生涯』斎藤正直訳，早川書房，1983．
- Roger Stéphane, Portrait de l'aventurier - T.E. Lawrence, Malraux, Von Salomon, U.G.E. , coll.«10/18», 1972.
  - ロジェ・ステファーヌ『冒険家の肖像 T.E.ロレンス、マルロー、フォン・ザロモン論』権寧訳，冨山房百科文庫，1978．
- Suzanne Chantal, Le Coeur Battant - Josette Cloris - André Malraux, Grasset, 1976.
  - 『果てしなき愛の瞬間1 性の鼓動―マルローへの恋に生きた女』
  - 『果てしなき愛の瞬間2 灼愛の灰―マルローへの恋に生きた女』山口三夫・谷口正子訳，読売新聞社，1977-78．
- 竹本忠雄『マルロー 日本への証言』美術公論社，1978
- 林俊『アンドレ・マルロオの「日本」』中央公論社，1993．
- Jack Lang, Lettre à André Malraux, Éditions no 1, novembre 1996.
  - ジャック・ラング『マルローへの手紙』塩谷敬訳，未來社，2000．
- 竹本忠雄『マルローとの対話 日本美の発見』人文書院，1996．
- Michel Temman, La japon d'André Malraux, Philippe Picquier, 1997.
  - ミシェル・テマン『アンドレ・マルローの日本』阪田由美子訳，TBSブリタニカ，2001．
- 宮下隆二『三島由紀夫とアンドレ・マルロー 「神なき時代」をいかに生きるか』PHP研究所，2008．
- 『アンドレ・マルローと現代　ポストヒューマニズム時代の〈希望〉の再生』

永井敦子・畑亜弥子・吉澤英樹・吉村和明 編、上智大学出版, 2021.